# Ten Years After (album)
Albums de Ten Years After
Undead
(1968)
Ten Years After est le premier album studio du groupe de blues rock britannique Ten Years After. Il est sorti le 27 octobre 1967 sur le label Deram Records et a été produit par Mike Vernon & Gus Dudgeon. Il inclut quatre reprises, dont deux de Willie Dixon : le classique Spoonful, et une version de Help Me étirée sur plus de dix minutes.

## Historique
L'enregistrement de l'album s'est déroulé aux studios Decca de Londres en septembre 1967. Il inclut quatre reprises, dont deux de Willie Dixon : le classique Spoonful, et une version de Help Me étirée sur plus de dix minutes.

## Titres

### Face 1
1. I Want to Know (Paul Jones) – 2:12
2. I Can't Keep from Crying, Sometimes (Al Kooper) – 5:34
3. Adventures of a Young Organ (Alvin Lee, Chick Churchill) – 2:37
4. Spoonful (Willie Dixon) – 6:20

### Face 2
1. Losing the Dogs (Alvin Lee, Gus Dudgeon) – 3:09
2. Feel It for Me (Alvin Lee) – 2:45
3. Love Until I Die (Alvin Lee) – 2:10
4. Don't Want You Woman (Alvin Lee) – 2:41
5. Help Me (Sonny Boy Williamson II, Willie Dixon, Ralph Bass) – 10:16

### Titres bonus
L'édition remasterisée de Ten Years After parue chez Deram en 2002 inclut six titres bonus :
1. Portable People [Mono Single Version] (Alvin Lee) – 2:15
2. The Sounds [Mono Single Version] (Alvin Lee) – 4:04
3. Rock Your Mama (Alvin Lee) – 2:53
4. Spider in My Web (Alvin Lee) – 7:15
5. Hold Me Tight (Alvin Lee) – 2:16
6. Woodchoppers Ball (Joe Bishop, Woody Herman) – 7:10

Rock Your Mama / Spider in My Web et Portable People / The Sounds sont les deux premiers singles de Ten Years After, sortis en 1968.

## Musiciens
- Alvin Lee : chant, guitare
- Chick Churchill : claviers
- Leo Lyons : basse
- Ric Lee : batterie, percussions